# Bruck (Lengdorf)
Bruck ist ein Gemeindeteil der Gemeinde Lengdorf im Landkreis Erding in Oberbayern. Ursprünglich hieß der im Jahr 1305 erstmals erwähnte Ort Pruckmül, davon leitet sich auch die Bezeichnung „Bruckmüller“ ab. Erst im 19. Jahrhundert wurde der Ortsname auf Bruck verkürzt. 

## Geografie
Der Weiler liegt ein Kilometer nordöstlich von Lengdorf. Die Isen durchfließt den Weiler.   

## Verkehr
Die Bundesautobahn 94 verläuft in 500 Meter Entfernung südlich.